# Колопино
Колопино (мокш. Колапа) — село, центр сельской администрации в Краснослободском районе. Население 678 чел. (2001), преимущественно мордва-мокша.
Расположено на речке Колапаляй, в 30 км от районного центра и 82 км от железнодорожной станции Ковылкино. Основано в 1667 г. переселенцами из Арзамасского уезда из деревень Старая Колапина и Новая Колапина, основанными во время правления царя Алексея Михайловича.  В начале 18 в. Колопино было одним из наиболее крупных селений в Краснослободском уезде. В «Донесении старосты Васильева и выборного крестьянина деревни Полянок Леонтьева о неплатеже заводчиками Миляковыми и Шапкиным денег за заготовляемый ими лес и дрова» (1773) указано, что земли, на которых построены Рябкинский и Авгурский заводы, принадлежали жителям д. Колопино и Полянки. В 1867 г. колопинцы, крещённые в 1743—1749 гг., образовали свой приход и построили каменный Никольский храм с приделом Святого Димитрия Солунского (ныне действующий), строительство храма велось с конца 1850-х годов и завершилось в 1867 году (храм был закрыт с 1918 по 1945 годы и с 1967 по 1983 годы). Согласно «Списку населённых мест Пензенской губернии» (1869) Колопино — деревня владельческая из 145 дворов Краснослободского уезда. В 1894 году была открыта Колопинская церковно-приходская школа, считавшаяся одной из лучших в уезде. В 1913 г. в Колопине было 297 дворов (2 123 чел.); в 1930 г. — 284 двора (2 601 чел.). В современном Колопине — средняя школа, Дом культуры, библиотека, 2 магазина, столовая, отделение «Почты России» , сельхозпредприятие, амбулатория; памятник воинам, погибшим в Великой Отечественной войне. Уроженцы села — главврач, кандидат медицинских наук, заслуженный врач России А. И. Родькин, преподаватель, мастер спорта по боксу  Родькин И. И., врач Ашмарина И. В., главврач Малаев Н. А., литературовед Б. Е. Кирюшкин, педагог Н. Е. Кочкурова, журналисты Н. С. Живайкин, И. И. Откин, В. Еремкин, поэт и писатель Ю. Н. Азрапкин, заслуженный работник сельского хозяйства Мордовии Вельмискин В. И., а также, доктор технических  наук, профессор, полковник Иван Рузайкин, подполковник РВСН, зам главного инженера ОАО «Метромаш» (г. Москва) Потапкин  Иван Петрович. В Колопинскую сельскую администрацию входит с. Новая Авгура (50 чел.).

## Источник
- Энциклопедия Мордовия, Ю. Н. Мокшина.